# Protoneura romanae
Protoneura romanae är en trollsländeart som beskrevs av Meurgey 2006. Protoneura romanae ingår i släktet Protoneura och familjen Protoneuridae. Inga underarter finns listade i Catalogue of Life.